# Ascatanques
Els ascatanques (en llatí ascatancae, en grec antic Ἀσκατάγκας) van ser un poble escita de la regió de les muntanyes anomenades Askatankas al Caucas nord. És una de les tribus esmentades per Claudi Ptolemeu que habitaven l'Escítia dins de l'Ímaus.